# 伊東陽司
伊東 陽司（いとう ようじ、1962年8月7日 - ）はテレビ信州（TSB）のアナウンサー。
埼玉県川越市出身。獨協大学卒業。

## 略歴
1986年テレビ信州入社。 
1989年、「天才・たけしの元気が出るテレビ!!」に面白くないアナウンサーとして出演。特徴的な禿頭から「テレビ信州の小堺一機」の別名を持つ。テレビ放送では誕生日は8月2日、身長169cm、体重59kg、血液型Aと紹介される。 
1999年4月よりゆうがたGet!を担当。
報道制作局アナウンス部長を経て、現在は報道制作局次長。

## 現在の担当番組
- TSBニュース
- ゆうがたGet!（1999年4月 - ）

## 過去の担当番組
テレビ信州
- 信州2230TV
- NAGANOでドキン
- ズームイン!!朝!

その他
- ピンぼけの家族（NHK長野放送局・信州発地域ドラマ、2020年3月4日）
  - NHK長野放送局との共同企画により、テレビ信州アナウンサー（放送時点）の鈴木恵理香とともに出演[1]。